# Washington Rodríguez
Washington Rodríguez (n. 6 aprilie 1944, Montevideo, Uruguay – d. 31 decembrie 2014, Montevideo, Uruguay) a fost un boxer ce a reprezentat Uruguay, medaliat olimpic. A participat la o ediție a Jocurilor Olimpice (1964) în care a câștigat o medalie de bronz.

## Participări
Lista de mai jos prezintă principalele competiții la care a participat Washington Rodríguez de-a lungul carierei.
- boxing at the 1964 Summer Olympics – bantamweight[*]